# عد وردي عيني
العد الوردي العيني (بالإنجليزية: Ocular rosacea أو ophthalmic rosacea أو ophthalmorosacea)‏ هو أحد مظاهر العد الوردي حيث يؤثر على العينين والأجفان.

## الأعراض والعلامات
تشمل الأعراض والعلامات الاحمرار وتهيج وحرقة في العينين. كما قد يشعر المصابون بشيء مثل الرموش، كما أن الاحمرار قد يحدث في الأنف والخدين.

## العلاج
يعالج المصابون بواسطة كمادات دافئة ودموع اصطناعية وغسل المنطقة المحيطة بالعين وبضمنها الجفون بماء دافئ للمساعدة على زوال الأعراض. كما قد توصف المضادات الحيوية مثل دوكسيسايكلين.
كما قد يمنع بعض المصابين مع بعض الأغذية مثل الأغذية والمشروبات المحتوية على الكافيين والأطعمة المحتوية على بهارات والمشروبات الكحولية.